# James Cluskey
James Cluskey (* 18. August 1986 in Dublin) ist ein ehemaliger irischer Tennisspieler, der als Doppelspezialist galt.

## Karriere
James Cluskey spielte hauptsächlich auf der ATP Challenger Tour und der ITF Future Tour. Ihm gelangen bislang zwölf Doppelsiege auf der Future Tour. Auf der Challenger Tour gewann zwei Doppelturniere, beide im Jahr 2013, in Istanbul und in Guimarães. Zum 17. September 2012 durchbrach er erstmals die Top 200 der Weltrangliste im Doppel und seine höchste Platzierung war ein 145. Rang im September 2013.
James Cluskey spielte ab 2006 für die irische Davis-Cup-Mannschaft. Für diese trat er in zehn Begegnungen an, wobei er eine Doppelbilanz von 1:9 aufzuweisen hat.

## Erfolge
| Legende (Anzahl der Siege)  |
| Grand Slam                  |
| ATP World Tour Finals       |
| ATP World Tour Masters 1000 |
| ATP World Tour 500          |
| ATP World Tour 250          |
| ATP Challenger Tour (2)     |

### Doppel

#### Turniersiege
| Nr. | Datum         | Turnier   | Belag     | Partner              | Finalgegner                                     | Ergebnis          |
| --- | ------------- | --------- | --------- | -------------------- | ----------------------------------------------- | ----------------- |
| 1.  | 14. Juli 2013 | Istanbul  | Hartplatz | Fabrice Martin       | Brydan Klein Ruan Roelofse                      | 3:6, 6:3, [10:5]  |
| 2.  | 28. Juli 2013 | Guimarães | Hartplatz | Maximilian Neuchrist | Roberto Ortega Olmedo Ricardo Villacorta Alonso | 6:75, 6:2, [10:8] |